# Mullinavat
Mullinavat (irl. Muileann an Bhata) – miasto w południowej części hrabstwa Kilkenny w Irlandii.